# WrestleMania 38
WrestleMania 38 foi o 38º evento anual de luta livre profissional da WrestleMania produzido pela WWE. Foi realizado para lutadores das divisões das marcas Raw e SmackDown da promoção. O evento foi ao ar em pay-per-view (PPV) em todo o mundo e estava disponível para transmissão através da Peacock nos Estados Unidos e pela WWE Network internacionalmente. Foi realizado como um evento de duas noites, ocorrendo nos dias 2 e 3 de abril de 2022, no AT&T Stadium na cidade metropolitana de Dallas-Fort Worth de Arlington, Texas.
O evento foi o quarto WrestleMania a ser realizado no estado do Texas (depois da X-Seven, 25 e 32) e o segundo no AT&T Stadium após WrestleMania 32 em 2016. Foi a terceiro WrestleMania a apresentar Brock Lesnar vs. Roman Reigns no evento principal (após 31 e 34). A WWE classificou a luta como "The Biggest WrestleMania Match of All-Time", que viu uma luta Winner Takes All pelos dois campeonatos mundiais da promoção, o Campeonato da WWE do Raw e o Campeonato Universal do SmackDown, que foram disputados por Lesnar e Reigns, respectivamente.
O card foi composto por 16 partidas entre as duas noites. Em uma luta improvisada que serviu como o evento principal da Noite 1, "Stone Cold" Steve Austin derrotou Kevin Owens em uma luta No Holds Barred, marcando a primeira luta de Austin desde a WrestleMania 19. Outras lutas proeminentes foram um retorno de Cody Rhodes derrotando Seth "Freakin" Rollins, Charlotte Flair derrotou Ronda Rousey para manter o Campeonato Feminino do SmackDown, e Bianca Belair derrotou Becky Lynch para ganhar o Campeonato Feminino do Raw. No evento principal da Noite 2, o Campeão Universal do SmackDown, Roman Reigns, derrotou o Campeão da WWE do Raw, Brock Lesnar, para unificar os dois títulos e se tornar o Indiscutível Campeão Universal da WWE. Em outras lutas de destaque, Johnny Knoxville derrotou Sami Zayn em uma luta Anything Goes e Edge derrotou AJ Styles. O evento também contou com o presidente da WWE Vince McMahon derrotando o comentarista Pat McAfee em uma luta improvisada depois que McAfee derrotou Austin Theory, marcando a primeira luta de McMahon desde a WrestleMania XXVI.

## Produção

O palco da WrestleMania 38 no AT&T Stadium

WrestleMania é considerado o principal evento ao vivo da WWE, tendo sido realizado pela primeira vez em 1985. É o evento anual de luta livre profissional mais longo da história e é realizado entre meados de março e meados de abril. Foi o primeiro dos quatro pay-per-views (PPVs) originais da WWE, incluindo Royal Rumble, SummerSlam e Survivor Series, que foram originalmente apelidados de "Big Four", e em outubro de 2021, é um dos os cinco maiores eventos da empresa do ano, juntamente com o Money in the Bank, conhecido como "Big Five". A WrestleMania é classificada como a sexta marca esportiva mais valiosa do mundo pela Forbes, e tem sido descrita como o Super Bowl do entretenimento esportivo. WrestleMania 38 contou com lutadores das divisões das marcas Raw e SmackDown da promoção. As músicas-tema oficiais do evento foram "Sacrifice" de The Weeknd e "I Feel Good" de Pitbull, Anthony Watts e DJWS.
Em 16 de janeiro de 2021, além de anunciar a mudança de data e local da WrestleMania 37, que teve que ser reprogramada devido à pandemia da COVID-19, a promoção revelou as datas e locais dos próximos dois eventos da WrestleMania. WrestleMania 38 foi anunciado para ser realizado no AT&T Stadium no subúrbio de Dallas, em Arlington, Texas. Foi originalmente programado para ser realizado apenas em 3 de abril de 2022; no entanto, em 25 de outubro de 2021, foi revelado que, como nos dois eventos anteriores da WrestleMania, a WrestleMania 38 foi expandida para acontecer em duas noites, no sábado, 2 de abril e no domingo, 3 de abril de 2022. Será a quarta WrestleMania a ser realizada no estado do Texas (após X-Seven, 25 e 32) e a segunda a ser realizada neste local, após a WrestleMania 32 em 2016, que estabeleceu o recorde de público para um evento da WrestleMania em 101.763 (embora este número tenha sido contestado). Os pacotes de viagens tornaram-se disponíveis em 8 de novembro de 2021, enquanto os bilhetes gerais foram colocados à venda em 12 de novembro.

### Transmissão
WrestleMania 38 estava disponível no tradicional pay-per-view. Também estava disponível através dos serviços de streaming online Peacock nos Estados Unidos e da WWE Network nos mercados internacionais. Além disso, a WWE fez parceria com a Fathom Events para transmitir as duas noites da WrestleMania 38 nos cinemas dos Estados Unidos.

### Envolvimento de celebridades
Como já é tradição na WrestleMania, celebridades da área de entretenimento participaram do evento em diversas funções. A personalidade da mídia social Logan Paul, que apareceu na WrestleMania 37, participou de uma luta de duplas na WrestleMania no sábado, em parceria com The Miz contra Rey Mysterio e Dominik Mysterio, enquanto o ator e dublê Johnny Knoxville competiu em uma partida Anything Goes contra Sami Zayn na WrestleMania no domingo. Além disso, os cantores de música country Brantley Gilbert e Jessie James Decker apresentaram "America the Beautiful" para abrir o evento no sábado e domingo à noite, respectivamente, enquanto DJ Valentino Khan teve apresentações musicais em ambas as noites.

### Outros eventos da WrestleMania Week
Como parte das festividades da WrestleMania durante a semana do evento, a WWE realizou vários eventos ao longo da semana. Na segunda-feira antes da WrestleMania 38, a WWE exibiu um especial "WrestleMania Edition" do Raw. Na noite anterior à WrestleMania 38 em 1º de abril, a WWE iniciou o WrestleMania Weekend com uma "WrestleMania Edition" especial do SmackDown, que recebeu o André the Giant Memorial Battle Royal, vencido por Madcap Moss, bem como uma luta triple threat pelo Campeonato Intercontinental. Imediatamente após o SmackDown, a cerimônia de indução do WWE Hall of Fame de 2022 começou. Tanto o SmackDown quanto a cerimônia do Hall da Fama foram ao ar ao vivo do American Airlines Center em Dallas. No dia da WrestleMania no sábado, a marca NXT da WWE realizou seu evento anual da semana WrestleMania, Stand & Deliver, que foi ao ar às 13h, horário do leste, também no American Airlines Center. A WrestleMania Week terminará com o Raw após a WrestleMania em 4 de abril.

### Histórias
O evento incluirá lutas que resultam de enredos roteirizados, onde os lutadores retratam heróis, vilões ou personagens menos distintos em eventos roteirizados que criam tensão e culminam em uma partida de luta livre ou em uma série de lutas. Os resultados são predeterminados pelos escritores da WWE nas marcas Raw e SmackDown, enquanto as histórias são produzidas nos programas semanais de televisão da WWE, Monday Night Raw e Friday Night SmackDown.

#### Lutas no evento principal
Por muitos anos, Paul Heyman foi o defensor de Brock Lesnar. Depois que Lesnar se ausentou após a WrestleMania 36 em abril de 2020, Heyman se tornou o conselheiro especial de Roman Reigns em agosto, guiando-o para ganhar o Campeonato Universal do SmackDown. Depois que Reigns manteve o título no SummerSlam de 2021, Lesnar retornou à WWE e confrontou Reigns, também sugerindo que Heyman ainda era seu defensor. Dois meses depois no Crown Jewel, Reigns derrotou Lesnar para manter o Campeonato Universal com a ajuda de The Usos (Jey Uso e Jimmy Uso). Uma revanche foi marcada para o evento de Ano Novo Day 1, e Reigns demitiu Heyman por acreditar que Heyman estava trabalhando com Lesnar pelas costas. O combate no Day 1, no entanto, foi cancelada porque Reigns deu positivo para COVID-19. Devido ao seu status de agente livre, Lesnar foi adicionado ao combate pelo Campeonato da WWE do Raw no Day 1 e ganhou o título. No SmackDown seguinte, Lesnar, que se reuniu com Heyman, desafiou Reigns para uma luta campeão contra campeão, mas Reigns recusou. No Royal Rumble, Lesnar perdeu seu Campeonato da WWE após interferência de Reigns e uma traição de Heyman, que se realinhou com Reigns. Mais tarde naquela noite, Lesnar entrou na luta Royal Rumble e venceu para ganhar uma luta pelo campeonato mundial de sua escolha na WrestleMania 38. No episódio seguinte do Raw, Lesnar anunciou que desafiaria Reigns pelo Campeonato Universal. Ainda querendo que fosse uma luta campeão contra campeão, e também querendo uma revanche por perder seu título, Lesnar também foi adicionado à luta Elimination Chamber pelo Campeonato da WWE no Elimination Chamber, que ele venceu. Foi então confirmado que sua luta na WrestleMania seria uma luta Winner Takes All pelo Campeonato da WWE e pelo Campeonato Universal, que foi estipulado como uma luta de unificação dos campeonatos.
Depois de semanas desrespeitando o estado do Texas, no episódio de 7 de março do Raw, Kevin Owens convidou o "Texas Rattlesnake", Stone Cold Steve Austin, como convidado especial no "KO Show" na WrestleMania 38. Um dia depois, Austin aceito e foi anunciado que o segmento ocorreria no sábado da WrestleMania.

#### Lutas preliminares
No Royal Rumble, Ronda Rousey, em sua primeira aparição desde a WrestleMania 35 em abril de 2019, fez um retorno surpresa e venceu a luta feminina Royal Rumble para ganhar uma luta pelo campeonato feminino de sua escolha na WrestleMania 38. Depois de ponderar suas escolhas devido a ter uma história acalorada com ambas as campeãs, no episódio seguinte do SmackDown, Rousey anunciou que desafiaria Charlotte Flair pelo Campeonato Feminino do SmackDown.
No SummerSlam em agosto de 2021, Becky Lynch, que estava de licença maternidade desde maio de 2020, fez um retorno surpresa e derrotou Bianca Belair para ganhar o Campeonato Feminino do SmackDown em 26 segundos. Ao longo do mês seguinte, Lynch continuaria a reter o título contra Belair usando táticas dissimuladas antes de ambos serem convocados para o Raw no WWE Draft de 2021; Lynch e a Campeã Feminina do Raw Charlotte Flair, que foi convocada para o SmackDown, trocaram seus títulos para manter os títulos em suas respectivas marcas, assim Lynch se tornou a Campeã Feminina do Raw. Depois de não conseguir uma luta pelo título no Royal Rumble de 2022 e vencer a luta feminina do Royal Rumble, Belair venceu a luta Elimination Chamber no Elimination Chamber para finalmente ganhar uma luta contra Lynch pelo Campeonato Feminino do Raw no WrestleMania 38. Isso, por sua vez, marcou as duas únicas mulheres a vencer no evento principal da WrestleMania uma contra a outra (Lynch na WrestleMania 35 e Belair na Noite 1 da WrestleMania 37, respectivamente).
No Raw de 31 de janeiro, The Miz derrotou Dominik Mysterio. Na semana seguinte, Dominik e seu pai Rey Mysterio foram convidados no "Miz TV". Rey afirmou que Miz trapaceou para derrotar Dominik, enquanto Miz questionou que Rey teve a oportunidade de se qualificar para a luta Elimination Chamber pelo Campeonato da WWE enquanto ele não o fez e também que Rey era a estrela da capa do videogame WWE 2K22. Miz também questionou se Rey era realmente o pai de Dominik, fazendo referência à batalha pela custódia dos filhos que Rey teve com Eddie Guerrero no SummerSlam em 2005. Dominik então derrotou Miz em uma revanche. Rey então derrotou Miz durante o pré-show do Elimination Chamber. Mais tarde, nos bastidores, Miz acusou Rey de trapacear devido a Dominik e disse que encontraria um parceiro que fosse um "superstar global". No episódio seguinte do Raw, quando Miz provocou a identidade de seu parceiro para enfrentar Rey e Dominik na WrestleMania 38, os Mysterios interromperam, afirmando que não importava quem Miz havia escolhido. Miz então revelou seu parceiro como personalidade de mídia social Logan Paul, após o qual, Miz e Paul atacaram os Mysterios.
No Raw de 21 de fevereiro, Edge fez sua primeira aparição pós-Royal Rumble, onde lançou um desafio aberto pela WrestleMania 38. Na semana seguinte, Edge saiu para ver quem responderia ao seu desafio, que foi aceito por AJ Styles. Edge então afirmou que estava feliz por Styles ter aceitado, pois era uma luta que ele estava querendo; no entanto, ele queria o verdadeiro AJ Styles e não aquele que tinha sido o parceiro de dupla de Omos no ano passado. Edge então aparentemente se torno heel e atacou Styles, após o que, Edge em conflito realizou dois con-chair-tos em Styles.
Em 3 de março de 2022, o presidente e CEO da WWE, Vince McMahon, fez uma rara aparição na mídia para uma entrevista ao vivo no The Pat McAfee Show. Durante a entrevista, McMahon ofereceu a Pat McAfee uma luta no WrestleMania 38. McAfee, que atua principalmente como comentarista no SmackDown, aceitou e McMahon afirmou que ele o encontraria como oponente. No episódio da noite seguinte do SmackDown, Austin Theory do Raw, que estava sob a tutela de McMahon nas últimas semanas, revelou-se como o oponente de McAfee na WrestleMania 38. Esta será a primeira luta de McAfee desde o NXT TakeOver: WarGames em dezembro de 2020.
No Day 1, o ator e dublê de Jackass, Johnny Knoxville, anunciou que participaria da luta masculina Royal Rumble. Sami Zayn discordou disso, alegando que Knoxville não estava qualificado para competir, nem ganhou a oportunidade. Depois que Zayn perdeu sua luta no SmackDown seguinte, Knoxville correu para o ringue e jogou Zayn por cima da corda, e o locutor do ringue Mike Rome anunciou que Knoxville havia se qualificado oficialmente para a luta Royal Rumble, para desgosto de Zayn. Os dois se enfrentaram na luta Royal Rumble onde Zayn eliminou Knoxville. Depois que Zayn se convidou para a estréia do tapete vermelho de Jackass Forever, para o qual ele foi expulso, Knoxville então se convidou para a celebração de Zayn pela conquista do Campeonato Intercontinental. Knoxville desafiou Zayn pelo título na WrestleMania 38, mas Zayn recusou. Durante a defesa do campeonato de Zayn no episódio de 4 de março, Knoxville distraiu Zayn, custando-lhe o título. Um Zayn enfurecido então desafiou Knoxville para uma luta na WrestleMania 38, que Knoxville aceitou. Depois que Knoxville compartilhou o número de telefone de Zayn, fazendo com que uma multidão de pessoas tentasse entrar em contato com Zayn, Zayn mudou a estipulação para uma partida Anything Goes na WrestleMania e Knoxville aceitou.
Durante semanas, Seth "Freakin" Rollins tentou conseguir uma vaga na WrestleMania. Depois de não derrotar Kevin Owens e AJ Styles para ocupar seus respectivos lugares, Vince McMahon convocou Rollins em seu escritório na manhã de 28 de março. McMahon afirmou que escolheria um oponente para Rollins enfrentar na WrestleMania 38 e o oponente seria revelado no evento em si enquanto Rollins estava esperando no ringue na WrestleMania no sábado.

## Resultados
Noite 1 (Sábado, 2 de Abril)
| Nº                                          | Resultados                                                                   | Estipulações                                          | Tempo |
| ------------------------------------------- | ---------------------------------------------------------------------------- | ----------------------------------------------------- | ----- |
| 1                                           | The Usos (Jey Uso e Jimmy Uso) (c) derrotaram Shinsuke Nakamura e Rick Boogs | Luta de duplas pelo Campeonato de Duplas do SmackDown | 6:55  |
| 2                                           | Drew McIntyre derrotou Happy Corbin (com Madcap Moss)                        | Luta individual                                       | 8:35  |
| 3                                           | The Miz e Logan Paul derrotaram Rey Mysterio e Dominik Mysterio              | Luta de duplas                                        | 11:15 |
| 4                                           | Bianca Belair derrotou Becky Lynch (c)                                       | Luta individual pelo Campeonato Feminino do Raw       | 19:10 |
| 5                                           | Cody Rhodes derrotou Seth "Freakin" Rollins                                  | Luta individual                                       | 21:40 |
| 6                                           | Charlotte Flair (c) derrotou Ronda Rousey                                    | Luta individual pelo Campeonato Feminino do SmackDown | 18:30 |
| 7                                           | "Stone Cold" Steve Austin derrotou Kevin Owens                               | Luta No Holds Barred                                  | 13:55 |
| (c) – Refere-se aos campeões antes da luta. |                                                                              |                                                       |       |

Noite 2 (Domingo. 3 de Abril)
| Nº                                          | Resultados | Estipulações                                                                | Tempo |
| ------------------------------------------- | --- | --------------------------------------------------------------------------- | ----- |
| 1                                           | RK-Bro (Randy Orton e Riddle) (c) derrotaram The Street Profits (Angelo Dawkins e Montez Ford) e Alpha Academy (Chad Gable e Otis) | Luta Triple Threat de duplas pelo Campeonato de Duplas do Raw               | 11:30 |
| 2                                           | Bobby Lashley derrotou Omos | Luta individual                                                             | 6:35  |
| 3                                           | Johnny Knoxville derrotou Sami Zayn                                                                                                | Luta Anything Goes                                                          | 14:25 |
| 4                                           | Sasha Banks e Naomi derrotaram Queen Zelina e Carmella (c), Rhea Ripley e Liv Morgan e Natalya e Shayna Baszler                    | Luta Fatal four-way de duplas pelo Campeonato Feminino de Duplas da WWE     | 10:50 |
| 5                                           | Edge derrotou AJ Styles | Luta individual                                                             | 24:05 |
| 6                                           | Sheamus e Ridge Holland (com Butch) derrotaram The New Day (Xavier Woods e Kofi Kingston)                                          | Luta de duplas                                                              | 1:40  |
| 7                                           | Pat McAfee derrotou Austin Theory (com Mr. McMahon)                                                                                | Luta individual                                                             | 9:40  |
| 8                                           | Mr. McMahon (com Austin Theory) derrotou Pat McAfee                                                                                | Luta individual                                                             | 3:45  |
| 9                                           | Roman Reigns (Campeão Universal) (com Paul Heyman) derrotou Brock Lesnar (Campeão da WWE)                                          | Winner Takes All para unificar o Campeonato da WWE e o Campeonato Universal | 12:15 |
| (c) – Refere-se aos campeões antes da luta. | |                                                                             |       |